# Rose Féart
Pour les articles homonymes, voir Féart.
Rosalie Gautier, Rose Féart à la scène, est une cantatrice (soprano) et professeur de chant franco-suisse, née à Saint-Riquier le 26 mars 1878 et décédée à Genève le 5 octobre 1954.

## Biographie
Le père de Rose Féart était un industriel sucrier. Peu de temps après la naissance de sa fille, il revient dans sa ville natale d'Argenton-sur-Creuse, où Rose Féart passera toute son enfance. Elle est initiée à la musique par l'organiste de l'église Saint-Sauveur, Anselme Picardeau, qui détecte les qualités vocales de l'enfant. Envoyée à Paris pour poursuivre ses études musicales, elle suit l'enseignement d'Edmond Duvernoy et obtient le 2 août 1902, à 24 ans, le premier prix du Conservatoire de Musique en déclamation lyrique.
Sa voix de soprane est remarquée par l'Opéra de Paris qui l'engage aussitôt. Rose Féart deviendra une des plus importantes cantatrices de l'Opéra pour le grand répertoire, notamment dans les rôles wagnériens, et travaillera avec les compositeurs de son temps, Massenet, Fauré, Debussy, César Franck, André Caplet. Sa carrière se développe très vite, sur les scènes d'opéra et en concerts : elle chante ainsi à Paris, mais aussi à Londres, Munich, et en Russie à Saint-Pétersbourg, où elle est engagée pendant trois ans à l'opéra impérial.  En 1918, elle s'installe à Genève et elle y restera toute sa vie, prenant la nationalité suisse et enseignant au conservatoire de la ville.
Prises de rôles
- 1902 : Don Giovanni, Mozart (Donna Anna), Opéra de Paris
- 1903 : Les Huguenots, Meyerbeer (Valentine), Opéra de Paris ; Tannhäuser, Wagner (Elisabeth), Opéra de Paris ; Le Prophète, Meyerbeer (Berthe), Opéra de Paris
- 1904 : Il trovatore, Verdi (Leonora), Opéra de Paris
- 1904/1905 : Tristan und Isolde, Wagner (Brangäne), création scénique à l'Opéra de Paris
- 1905 : Armide, Gluck (La Haine), Opéra de Paris ; Ariane, Massenet (Phèdre), Opéra de Paris
- 1906 : La Gloire de Corneille (cantate), Saint-Saëns ; Armide (La Haine), Messager directeur, à Covent Garden ; Lohengrin, Wagner (Ortrude), Opéra de Paris ; Die Walküre, Wagner (Brünhilde), Opéra de Paris
- 1908 : Prométhée, Fauré (Bia), direction du compositeur, création à Paris à l'hippodrome de Paris puis Opéra de Paris ; Aïda, Verdi, Opéra de Paris ; Rédemption, César Franck, (L'Ange), direction Messager, Conservatoire de Paris
- 1908/1909 : Götterdämmerung, Wagner (Gutrune), direction Messager, création scénique à l'Opéra de Paris ; Lohengrin (Elsa), Opéra de Paris
- 1909 : Pelléas et Mélisande, Debussy (Mélisande), création à Covent Garden[2] ; septuor pour quatuor à cordes et trois voix féminines, André Caplet, création, Criquebeuf-en-Caux
- 1910 : La Damoiselle Élue, Debussy, direction Messager
- 1911 : Rose Féart est choisie par Debussy pour créer au Théâtre du Châtelet son Martyre de Saint Sébastien (La Vierge Érigone) mais, au dernier moment, elle abandonne la production qui provoque des polémiques à caractère religieux, et est remplacée par sa doublure, une soprano lyrique débutante repérée par Debussy, Ninon Vallin, qui connait le succès à la première et débute ainsi sa grande carrière internationale, ce que voyant, Rose Féart reprend son rôle ; Lohengrin (Elsa)
- 1913 : Der Freischutz, Weber, direction Felix Weingartner, Théâtre des Champs-Élysées ; Boris Godounov, Moussorgski, direction Inghelbrecht, Théâtre des Champs-Élysées ; Poèmes Indous pour soprano et dix instruments, Maurice Delage, création
- 1914 : Le Vieux Coffret, pour voix et piano, André Caplet, création, Yport
- 1914/1918 : Rose Féart multiplie pendant la guerre les récitals patriotiques, y compris à Argenton-sur-Creuse où elle séjourne dans sa famille. En décembre 1915 elle chante devant la famille royale de Belgique au Havre. En 1917, à Châteauroux, lors d'un service aux morts pour la patrie, elle interprète La Croix douloureuse, prière des âmes en deuil d'André Caplet.
- 1916 : Mélodie pour harpe, André Caplet, création, Les Éparges
- 1918 : Détresse, pour voix et piano, André Caplet, création. Appelée par Albert Paychère à faire au Grand Théâtre de Genève un remplacement pour l'Alceste de Gluck, elle y remporte un triomphe et conquiert l'admiration et l'affection du public.
- 1919/1920 : Pelléas et Mélisande (Mélisande) et Don Giovanni (Donna Anna) à Genève
- Armide, Lohengrin et Iphigénie en Tauride de Gluck, les trois à Genève
- 1921 : concerts avec des airs d'Armide et un cycle de chansons de Maurice Emmanuel dont Odelettes Anacréoniques, Conservatoire de Paris
- 1921/1922 : dernière saison au Grand Théâtre de Genève. La soprano a alors 44 ans.
- 1922 : Iphigénie en Tauride, Chorégies d'Orange
- 1923 : Le Martyre de Saint Sébastien, Grand Théâtre de Genève ; Armide, Chorégies d'Orange.

Rose Féart se consacre ensuite à une carrière de professeur de chant au Conservatoire de musique de Genève où elle enseigne jusqu'à son décès à l'âge de 76 ans. La mezzo-soprano Hélène Morath figure parmi ses élèves et succède au poste professoral de Rose Féart à la Haute École de musique de Genève de 1960 à 1984.

## Iconographie
De nombreuses photographies de Rose Féart en tenue de scène ont été conservées.

## Hommage
- Jean Cocteau, six poésies dédiées à Rose Féart, 1920, mises en musique par Arthur Honegger, salle Pleyel, Paris, 1926